# Správní obvod obce s rozšířenou působností Rožnov pod Radhoštěm
Správní obvod obce s rozšířenou působností Rožnov pod Radhoštěm je od 1. ledna 2003 jedním ze tří správních obvodů rozšířené působnosti obcí v okrese Vsetín ve Zlínském kraji. Čítá 9 obcí.
Město Rožnov pod Radhoštěm je zároveň obcí s pověřeným obecním úřadem, přičemž oba správní obvody jsou územně totožné.

## Seznam obcí
Poznámka: Města jsou vyznačena tučně.
- Dolní Bečva
- Horní Bečva
- Hutisko-Solanec
- Prostřední Bečva
- Rožnov pod Radhoštěm
- Valašská Bystřice
- Vidče
- Vigantice
- Zubří

## Obyvatelstvo
| Rok  | Obyv.  | ± %    |
| ---- | ------ | ------ |
| 1869 | 18 991 | —      |
| 1880 | 19 419 | +2,3 % |
| 1890 | 18 474 | −4,9 % |
| 1900 | 19 824 | +7,3 % |
| 1910 | 20 178 | +1,8 % |

| Rok  | Obyv.  | ± %     |
| ---- | ------ | ------- |
| 1921 | 19 037 | −5,7 %  |
| 1930 | 20 946 | +10 %   |
| 1950 | 19 771 | −5,6 %  |
| 1961 | 25 278 | +27,9 % |
| 1970 | 28 561 | +13 %   |

| Rok  | Obyv.  | ± %     |
| ---- | ------ | ------- |
| 1980 | 33 249 | +16,4 % |
| 1991 | 35 102 | +5,6 %  |
| 2001 | 35 625 | +1,5 %  |
| 2011 | 34 817 | −2,3 %  |
| 2021 | 34 082 | −2,1 %  |